# 1975-ös cannes-i filmfesztivál
A 28. Cannes-i Nemzetközi Filmfesztivál 1975. május 9. és 23. között került megrendezésre, Jeanne Moreau francia színésznő elnökletével. A versenyben 20 nagyjátékfilm és 10 rövidfilm vett részt, versenyen kívül pedig szokatlanul sok, 25 alkotást vetítettek. A párhuzamos rendezvények Kritikusok Hete szekciójában 7 filmet mutattak be, míg a Rendezők Kéthete elnevezésű szekció keretében 23 nagyjátékfilm és 7 kisfilm vetítésére került sor.
A 60-as évek végén megszűnés rémével fenyegetett fesztivál kiheverte a megrázkódtatást, s míg a nagy rivális, a Velencei Mostra szervezési gondokkal küzdött, a cannes-i rendezvénysorozat ismét megerősödött és teljes gőzzel tevékenykedett az önmagának kitűzött hármas cél teljesítése, a filmművészet, az új tehetségek felfedezése és a filmeladások érdekében. Még nagyobb teret nyertek a független filmek. Maurice Bessy filmtörténész, kritikus és forgatókönyvíró, a filmfesztivál művészeti vezetője átkeresztelte a hivatalos válogatás keretében két évvel korábban létrehozott Etűdök és dokumentumok (Etudes et documents) versenyen kívüli szekciót; a Termékeny szemek (Les yeux fertiles) keretében művészeti témákat feldolgozó, illetve más művészeti ágakkal foglalkozó filmeket mutattak be.
1975-ben a nevében is Arany Pálmának visszakeresztelt fődíjat a zsűri – demonstrálva, hogy valóban nyitottak az egész világ filmtermésére – egy „ismeretlen” algériai alkotó, hazája forradalmához és függetlenségi harcához vezető utat feldolgozó filmjének ítélte (Parázsló évek krónikája); nem kis pánikot okozva ezzel, mivel a vendégek és a sajtósok nagy része meg sem nézte a filmet. Mellette egy-egy átütő erejű kanadai és német alkotás kapott elismerést: Costa-Gavras: Különleges ügyosztálya és Werner Herzog: Kaspar Hauser életét feldolgozó drámája.
A Croisette-en a nézők megtapsolhatták Dustin Hoffmant, aki első ízben jelent meg Cannes-ban. Ő ugyan nem kapott díjat, de partnere, Valerie Perrine a legjobb női szereplő lett, míg a legjobb színész a sötét szemüveggel és fehér bottal érkező Vittorio Gassman. Sikert aratott Peter O’Toole a Péntek, a bennszülött főszerepében, Isabelle Huppert az Aloïse-ban, továbbá Kris Kristofferson és Jodie Foster (Alice már nem lakik itt), Maria Schneider (Foglalkozása: riporter), Charlotte Rampling és Adriano Celentano (Yuppi du), John Gielgud (Galilei élete), Donald Sutherland (A sáska napja), valamint a Who együttes, Elton John és Tina Turner (Tommy)
A párhuzamos rendezvényeken vetített filmek közül kiemelkedett a Taviani-fivérek Allonsanfan című filmje, Marcello Mastroiannival a főszerepben, valamint Rainer Werner Fassbinder A szabadság ököljoga és André Téchiné Franciaországi emlékek című alkotása.
Magyar részről Jancsó Miklós Szerelmem, Elektra című alkotását hívták meg a versenyprogramba, Törőcsik Mari, Madaras József és Cserhalmi György főszereplésével, míg versenyen kívül mutatkozhatott be két, Bartók-műre alkotott balettfilm: A csodálatos mandarin Szinetár Miklós, valamint A fából faragott királyfi Horváth Ádám rendezésében.
A tömegeket vonzó, jelentős médiaeseménnyel járó rendezvény miatt Cannes sem kerülhette el a 70-es évek közepén napirenden lévő terrorfenyegetést. A megnyitó előtti este „A Nép Megromlása Elleni Népi Harc Bizottsága” jelentős üvegkárokat okozó bombát robbantott a fesztiválpalota mellett. Bomba robbant a repülőgépgyáros Marcel Dassault villája mellett is, egy harmadikat sikerült hatástalanítani, egy pedig idő előtt robbant, szétszaggatva azt, aki elhelyezte. A szervezetről senki sem hallott többé.

## Zsűri
- Jeanne Moreau színésznő – elnök –  Franciaország
- André Delvaux filmrendező –  Belgium
- Anthony Burgess író –  Egyesült Királyság
- Fernando Rey színész –  Spanyolország
- George Roy Hill filmrendező –  Amerikai Egyesült Államok
- Gérard Ducaux-Rupp filmproducer –  Franciaország
- Lea Massari színésznő –  Olaszország
- Pierre Mazars újságíró –  Franciaország
- Pierre Salinger író –  Amerikai Egyesült Államok
- Julija Szolnceva színésznő –  Szovjetunió

## Hivatalos válogatás

### Nagyjátékfilmek versenye
- Alice Doesn’t Live Here Anymore (Alice már nem lakik itt)[4] – rendező: Martin Scorsese
- Aloïse – rendező: Liliane de Kermadec
- Ce cher Victor – rendező: Robin Davis
- Chronique des années de braise (Parázsló évek krónikája) – rendező: Mohammed Lakhdar-Hamina
- Den-en ni siszu – rendező: Terajama Sudzsi
- Dzieje grzechu (A bűn története) – rendező: Walerian Borowczyk
- Oni szrazzalisz za rodinu (A hazáért harcoltak) – rendező: Szergej Bondarcsuk
- Jeder für sich und Gott gegen alle (Kaspar Hauser) – rendező: Werner Herzog
- Lenny (Lenny) – rendező: Bob Fosse
- Les ordres (Parancsok) – rendező: Michel Brault
- Lotte in Weimar (Lotte Weimarban) – rendező: Egon Günther
- Man Friday (Péntek, a bennszülött) – rendező: Jack Gold
- Mariken van Nieumeghen – rendező: Jos Stelling
- Ignacio[5] – rendező: François Reichenbach
- O amuleto de Ogum (Ogum amulettje) – rendező: Nelson Pereira dos Santos
- Professione: reporter (Foglalkozása: riporter) – rendező: Michelangelo Antonioni
- Profumo di donna (A nő illata) – rendező: Dino Risi
- Section spéciale (Különleges ügyosztály) – rendező: Costa-Gavras
- Hsia nu – rendező: King Hu
- Szerelmem, Elektra – rendező: Jancsó Miklós
- Un divorce heureux – rendező: Henning Carlsen
- Yuppi du – rendező: Adriano Celentano, Miky Del Prete és Alberto Silvestri

### Nagyjátékfilmek versenyen kívül
- A csodálatos mandarin – rendező: Szinetár Miklós
- A fából faragott királyfi – rendező: Horváth Ádám
- Anna Karenina – rendező: Margarita Pilikhina
- Galileo (Galilei élete)[4] – rendező: Joseph Losey
- Georges Braque ou Le temps différent[6] – rendező: Frédéric Rossif
- India Song (India Song) – rendező: Marguerite Duras
- Je t'aime, tu danses – rendező: François Weyergans
- Moses und Aron – rendező: Jean-Marie Straub
- The Day of the Locust (A sáska napja) – rendező: John Schlesinger
- The Maids (A cselédek) – rendező: Christopher Miles
- The Romantic Englishwoman (Egy romantikus angol nő) – rendező: Joseph Losey
- Tommy (Tommy) – rendező: Ken Russell
- Trollflöjten (A varázsfuvola) – rendező: Ingmar Bergman

### Rövidfilmek versenye
- Darju tebe zvezdu – rendező: Fjodor Hitruk
- Don't – rendező: Robin Lehman
- Kolory zycia – rendező: Piotr Szpakowicz
- La corrida – rendező: Christian Broutin
- Lautrec (Lautrec) – rendező: Geoff Dunbar
- L'Empeinte – rendező: Jacques Cardon
- Pedestrians – rendező: Andrew Ruhl
- Revisited – rendező: Joyce Borenstein
- WOW Women of the World – rendező: Faith Hubley

## Párhuzamos szekciók

### Kritikusok Hete
- Brother, Can You Spare a Dime? – rendező: Philippe Mora
- Konfrontation – rendező: Rolf Lyssy
- Vase de noces – rendező: Thierry Zéno
- Hester Street (Hester utca) – rendező: Joan Micklin Silver
- L’assassin musicien – rendező: Benoît Jacquot
- Knots – rendező: David Munro
- L’eta della pace – rendező: Fabio Carpi

### Rendezők Kéthete

#### Nagyjátékfilmek
- Allonsanfan (Allonsanfan)[4] – rendező: Paolo Taviani és Vittorio Taviani
- Der Schwarze Engel – rendező: Werner Schroeter
- Chac: Dios de la lluvia – rendező: Rolando Klein
- Das Rückendekollete – rendező: Jan Nemec
- Di' asimanton aformin – rendező: Tassos Psarras
- Faustrecht Der Freiheit (A szabadság ököljoga) – rendező: Rainer Werner Fassbinder
- Guerra Conjugal – rendező: Joaquim Pedro de Andrade
- Hauptlehrer Hofer (Hofer igazgató-tanító) – rendező: Peter Lilienthal
- Jeanne Dielman, 23 Quai Du Commerce - 1080 Bruxelles (Jeanne Dielman, 1080 Brüsszel, Kereskedő utca 23. I-II.) – rendező: Chantal Akerman
- L'ultimo giorno di scuola prima delle vacanze di natale – rendező: Gian Vittorio Baldi
- La Batalla de Chile: La lucha de un pueblo sin armas - Primera parte: La insurreción de la burguesía (Chile csatája: A burzsoázia felkelése) – rendező: Patricio Guzmán
- Les vautours – rendező: Jean-Claude Labrecque
- Les oeillets rouges d'avril – rendező: Véra Belmont
- Njangaan – rendező: Mahama Johnson Traore
- O Thiassos (Vándorszínészek) – rendező: Theo Angelopoulos
- Shazdeh Ehtejab – rendező: Bahman Farmanara
- Souvenirs d'en France (Franciaországi emlékek) – rendező: André Téchiné
- Strah – rendező: Matjaz Klopcic
- Streik! – rendező: Oddvar Bull Tuhus
- Sunday Too Far Away (Vasárnap messze van) – rendező: Ken Hannam
- The Texas Chainsaw Massacre (A texasi láncfűrészes mészárlás) – rendező: Tobe Hooper
- Zone Interdite – rendező: Ahmed Lallem

#### Rövidfilmek
- 16+- (Csofuku-Ki) – rendező: Terajama Sudzsi
- 350 – rendező: Philippe Pilard
- Echos d'Alger 1955 – rendező: Frank Cassenti
- L'économie des sentiments – rendező: Daniel Jouanisson
- Manosolfa – rendező: Sandra Coelho de Souza
- Monopolis – rendező: Claude Dubrana és J.P. Zirn
- Tadii – rendező: Nooreddin Zarrin Kelk

## Díjak

### Nagyjátékfilmek
- Arany Pálma: Chronique des années de braise (Parázsló évek krónikája)[4] – rendező: Mohammed Lakhdar-Hamina
- A zsűri külön nagydíja: Jeder für sich und Gott gegen alle (Kaspar Hauser) – rendező: Werner Herzog
- Legjobb rendezés díja:
  - Les ordres (Parancsok) – rendező: Michel Brault
  - Section spéciale (Különleges ügyosztály) – rendező: Costa-Gavras
- Legjobb női alakítás díja: Valerie Perrine – Lenny
- Legjobb férfi alakítás díja: Vittorio Gassman – Profumo di donna (A nő illata)
- Technikai nagydíj: Shia nu – rendező: King Hu
- FIPRESCI-díj: Jeder für sich und Gott gegen alle (Kaspar Hauser) – rendező: Werner Herzog
- Ökumenikus zsűri díja: Jeder für sich und Gott gegen alle (Kaspar Hauser) – rendező: Werner Herzog

### Rövidfilmek
- Arany Pálma (rövidfilm): Lautrec (Lautrec) – rendező: Geoff Dunbar
- A zsűri különdíja (rövidfilm): Darju tebe zvezdu – rendező: Fjodor Hitruk
- Technikai nagydíj: Don't – rendező: Robin Lehman